# Розов стромбус
Розовият стромбус (Lobatus gigas) е соленоводен морски охлюв от семейство Strombidae.

## Разпространение и местообитание
Видът обитава атлантическото крайбрежие от Южна Каролина до северна Бразилия включително всички части на Карибско море и Мексиканския залив. Придържа се към песъчливи дъна на максимална дълбочина от 35 метра.

## Описание
Раковината е с размери от 15 до 35 cm. Тя е масивна с овално-конична форма. На цвят е светлобежова до кафеникава.

## Хранене
Растителнояден вид.

## Размножаване
Представителите на вида са разделнополови като обикновено женските са по-едри. Оплождането е вътрешна, а женската снася по 8-9 пъти годишно като броят на снесените яйца достига до 750 000 броя. Живеят около 7 години.